# الجلب (يريم)

تعديل مصدري - تعديل

الجلب هي إحدى قرى عزلة ارياب بمديرية يريم التابعة لمحافظة إب، بلغ تعداد سكانها 328 نسمة حسب تعداد اليمن لعام 2004.